# Оути Ёсинага

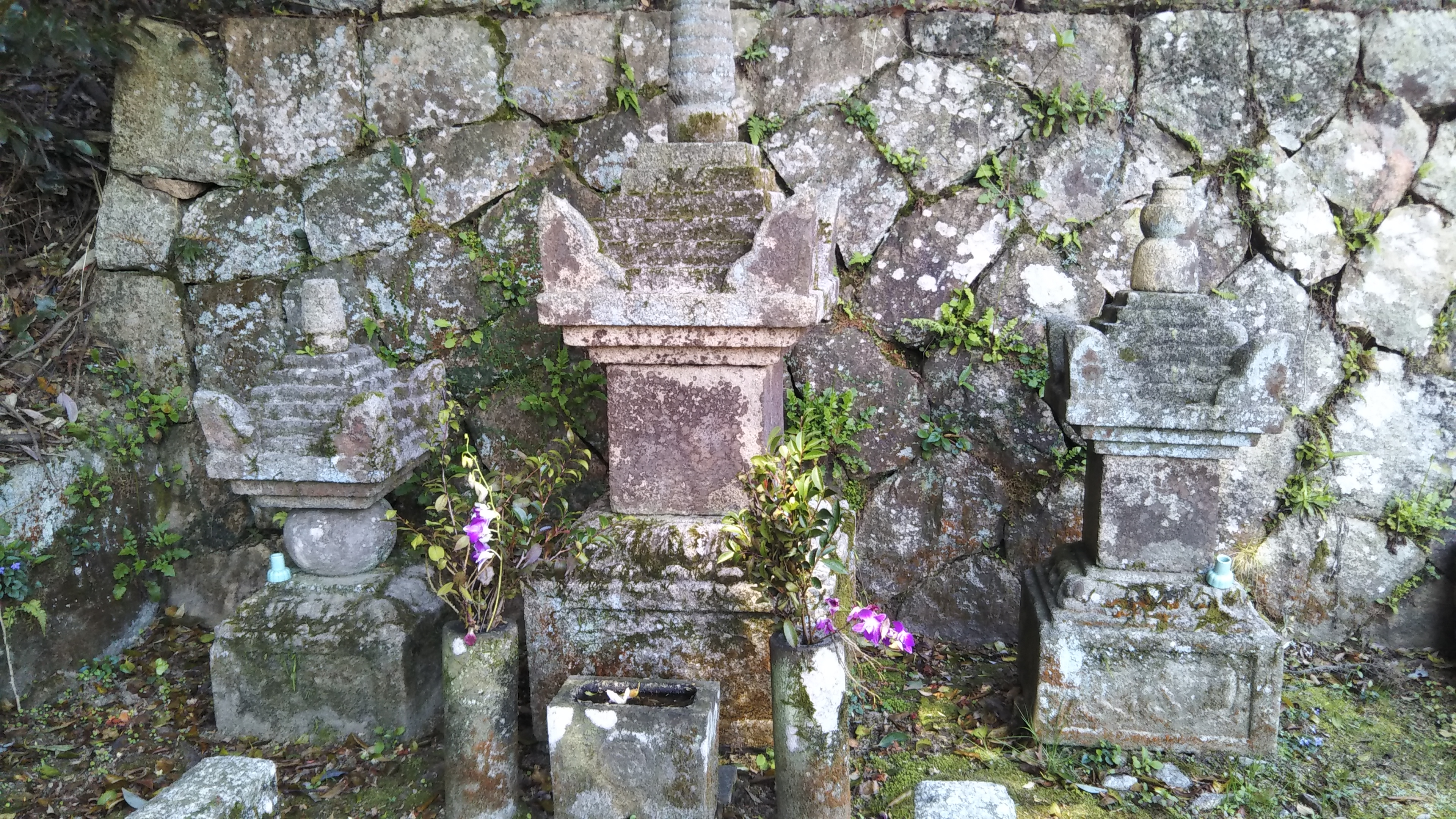
Могила Оучи Ёсинага

Оути Ёсинага (яп. 大内義長（大友晴英）, 1532 — 1 мая 1557) — 17-й (последний) глава рода Оути (1551—1557).

## Биография
Второй сын Отомо Ёсиаки (1502—1550), 20-го главы рода Отомо на острове Кюсю (1515—1550), и младший брат Отомо Сорина Ёсисигэ (1530—1587). Его мать была дочерью Оути Ёсиоки. При рождении получил имя Отомо Харухидэ. Был усыновлен даймё Суо и своим дядей Оути Ёситакой, получив новое имя Оути Ёсинага.
В 1551 году его приемный отец Оути Ёситака был свергнут с престола и убит восставшим военачальником Суэ Харуката (1521—1555), который стал фактическим правителем владений рода Оути. В том же году Суэ Харакута пригласил к себе Оути Ёсинагу и провозгласил его марионеточным правителем рода Оути.
В 1554 году даймё провинции Аки Мори Мотонари (1497—1571) начал военные действия против временщика Суэ Харуката и его ставленника Оути Ёсинага. В 1555 году в битве при Миядзиме армия Мори разгромила войско Суэ Харуката, который был вынужден покончить жизнь самоубийством. После победы Мори Мотонари и смерти Суэ Харуката положение марионеточного даймё Оути Ёсинага становится весьма неопределенным.
1 мая 1557 года по требованию Мори Мотонари Оути Ёсинага вынужден был совершить харакири. Все владения рода Оути были захвачены Мори Мотонари.